# Iwonicz-Zdrój

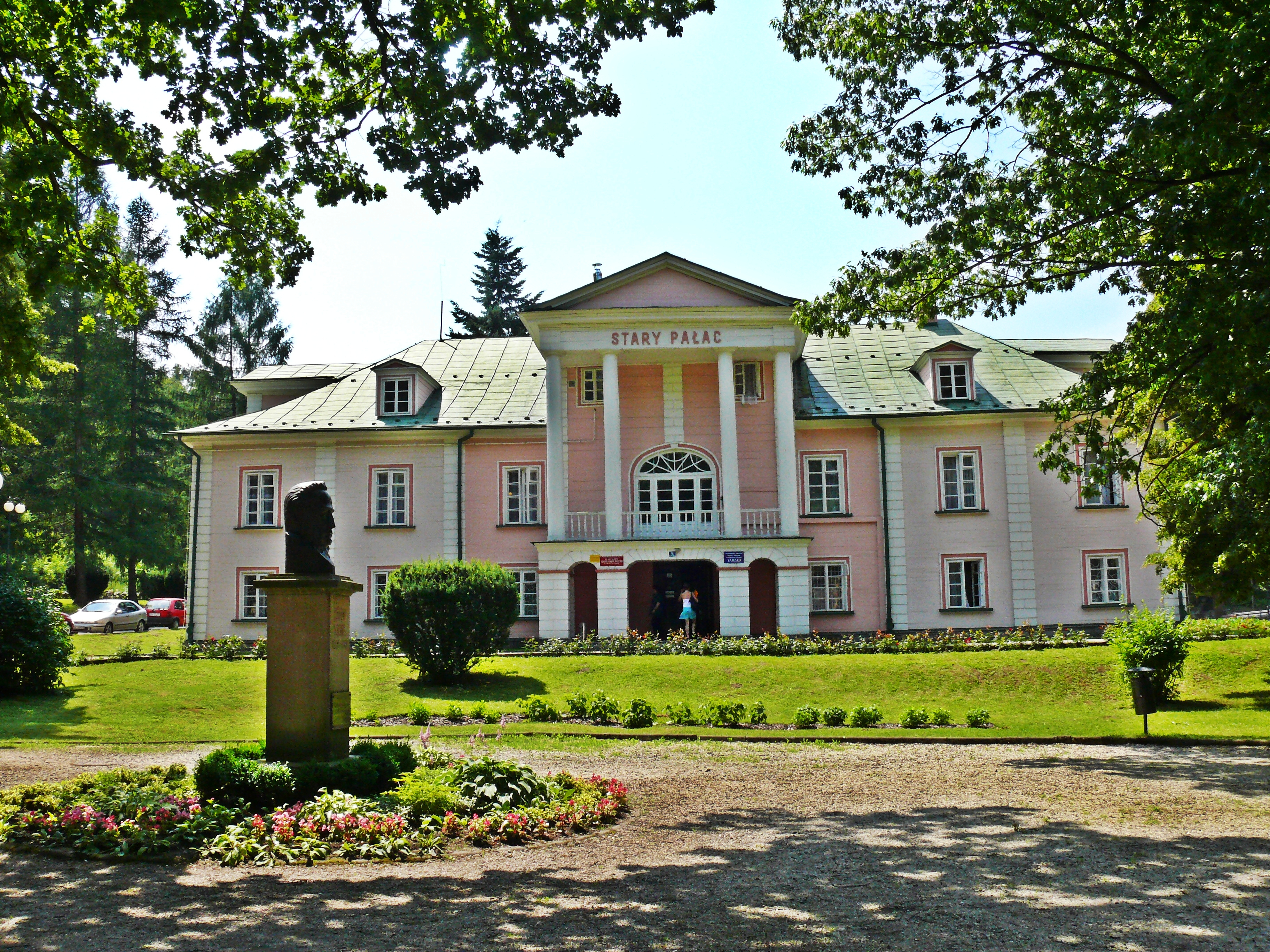
Kurpark

Iwonicz-Zdrój ist eine Stadt im Powiat Krośnieński der Woiwodschaft Karpatenvorland in Polen. Der Kurort ist Sitz der gleichnamigen Stadt-und-Land-Gemeinde mit etwa 11.000 Einwohnern.

## Geographische Lage
Die Stadt liegt im Südosten Polens, etwa 20 Kilometer nördlich der Staatsgrenze Polens zur Slowakei in den Niederen Beskiden.

## Geologie
In der Umgebung des Ortes befinden sich Vorkommen von Erdöl, die seit dem 19. Jahrhundert intensiver genutzt wurden. Ursprünglich wurde wegen des natürlichen Austrittes in brunnenartigen Schächten das Erdöl ergraben und geschöpft. Zudem begleiten diese oberflächennahen Vorkommen regionale Austritte von Erdgas.

„Ein sehr merkwürdiges […] Phänomen sind die Gasquellen in der bekannten Jod-Badeanstalt Iwonicz […]. Ein starker Gasstrom quillt aus der Erde empor, dessen Dasein sich durch polterndes Aufstossen eines, zufällig dort entstandenen kleinen Wasserbehälters, schon in einiger Entfernung kund gibt, ein brennender Fidibus in die Nähe dieser aufsteigenden Welle gebracht, entzündet explodirend das ausströmende Gas und eine bisweilen mannshohe Flamme lodert in sich fortwährend wiederholenden Stössen, aber ununterbrochen empor. Diese Quelle ist nicht die Einzige; […].“

## Geschichte
Das Dorf Iwonicz wurde schon im 17. Jahrhundert von vielen Kurgästen besucht. Der Kurort entwickelte sich im 19. Jahrhundert unter der Adelsfamilie Załuski. Im Jahr 1870 wurde Iwonicz von 815 Gästen besucht, aber im Jahr 1884 wurde ein Bahnhof in Łężany an der Galizischen Transversalbahnlinie eröffnet und die jährliche Besucherzahl stieg danach von 1.283 im Jahr 1880 auf 5.468 im Jahr 1909, was der dritte Platz in ganzen Galizien nach Zakopane und Krynica war. Diese Zahl der Besucher in der Zwischenkriegszeit erreichte 19.000. Besonders bei Juden war der Ort beliebt.
Im Jahr 1956 wurde Iwonicz administrativ in zwei Teile geteilt, in den Kurort Iwonicz-Zdrój, der 1973 das Stadtrecht erhielt und in das Dorf Iwonicz(-Wieś).

## Bauwerke
- Sehenswert ist die Pfarrkirche, welche 1895 errichtet wurde.
- Der Palast stammt aus dem Jahr 1838. Er diente als Sommerresidenz für Besitzer des Ortes.
- Das alte Bad wurde 1838 errichtet. Zwischen 1984 und 1987 wurde das Gebäude umfangreich renoviert.
- Das Dom Zdrojowy (Gesundheitshaus) wurde 1860 als Hotel und Gaststätte errichtet.

## Gemeinde
Die Stadt-und-Land-Gemeinde Iwonicz-Zdrój hat eine Fläche von 45,5 km², auf der etwa 11.000 Menschen leben.